# Daniel Massey
Daniel Raymond Massey (født 10. oktober 1933, død 25. marts 1998) var en engelsk skuespiller og performer. Han er muligvis bedst kendt for sin hovedrolle i det britiske tv-drama The Roads to Freedom, som Daniel sammen med Michael Bryant. Han er også kendt for sin rolle i den amerikanske film Star!, som Noël Coward (Massey gudfar), for hvilken han vandt en Golden Globe og modtog en Oscar-nominering.